# Larose
Larose és una població dels Estats Units a l'estat de Louisiana. Segons el cens del 2000 tenia 7.306 habitants.

## Demografia
Segons el cens del 2000, Larose tenia 7.306 habitants, 2.479 habitatges, i 1.990 famílies. La densitat de població era de 251,6 habitants/km².
Dels 2.479 habitatges en un 38,8% hi vivien nens de menys de 18 anys, en un 66,2% hi vivien parelles casades, en un 9,9% dones solteres, i en un 19,7% no eren unitats familiars. En el 16,2% dels habitatges hi vivien persones soles el 7,3% de les quals corresponia a persones de 65 anys o més que vivien soles. El nombre mitjà de persones vivint en cada habitatge era de 2,9 i el nombre mitjà de persones que vivien en cada família era de 3,24.
Per edats la població es repartia de la següent manera: un 27,2% tenia menys de 18 anys, un 8,9% entre 18 i 24, un 30,4% entre 25 i 44, un 21% de 45 a 60 i un 12,5% 65 anys o més.
L'edat mediana era de 35 anys. Per cada 100 dones de 18 o més anys hi havia 93,7 homes.
La renda mediana per habitatge era de 38.141 $ i la renda mediana per família de 45.126 $. Els homes tenien una renda mediana de 32.020 $ mentre que les dones 19.922 $. La renda per capita de la població era de 15.541 $. Entorn del 10,2% de les famílies i el 15,5% de la població estaven per davall del llindar de pobresa.

## Poblacions més properes
El següent diagrama mostra les poblacions més properes.